# 梅策齐乌斯
梅策齐乌斯（希臘語：Μιζίζιος）是一名亚美尼亚贵族，拜占庭帝国将领，曾在668至669年于西西里篡权。

## 生平
依据拜占庭编年史学家说法，梅策齐乌斯为亚美尼亚人，外貌英俊美丽，西里尔·图曼诺夫认为他是Gnuni家族后裔。在教宗額我略二世写给拜占庭皇帝利奥三世的一封信中提及，他是奥普西金军区的司令（komes）。12世纪由米海爾所著的敘利亞語编年史中记载道他有贵族头衔。
梅策齐乌斯在君士坦斯二世对意大利和西西里的征战中伴其左右，君士坦斯于叙拉古遭到谋杀后，他宣称是因为皇帝违背其意愿。但依照据说为額我略二世的信件，是西西里主教将其推至叛乱，因为君士坦斯因支持基督一志论被视作異端。米海爾表示叛乱持续了大约七个月才被镇压，但文献及如今学者却对此有所分歧。懺悔者狄奧法內斯记载称君士坦斯之子君士坦丁四世亲自远征西西里，将梅策齐乌斯及杀害其父亲的凶手处决，而《教宗名錄》记载称来自意大利和非洲的军队平定了叛乱，杀死梅策齐乌斯，将其首级送往君士坦丁堡。
梅策齐乌斯的独子约翰此后依旧待在西西里。米海爾称其在约678年再度起兵反叛君士坦丁，但在七个月之后被击败杀死。

### 脚注
1. 1 2 3 4 5 6  PmbZ，Mizizios (#5163).
2. 1 2 3  ODB，"Mezizios" (P. A. Hollingworth), p. 1359.
3. ↑  PmbZ，Ioannes (#2706/corr.); Mizizios (#5163).

### 书籍
- Kazhdan, Alexander (编). . New York and Oxford: Oxford University Press. 1991. ISBN 978-0-19-504652-6.
- Ralph-Johannes, Lilie; Claudia, Ludwig; Thomas, Pratsch; Beate, Zielke. . Berlin and Boston: De Gruyter. 2013  [2019-02-25]. （原始内容存档于2017-03-06）.